# ネルソン・バンカー・ハント
ネルソン・バンカー・ハント（Nelson Bunker Hunt、1926年2月22日 - 2014年10月21日）はアメリカ合衆国の投機家・石油会社経営者。

## 人物
石油採掘で財をなした石油王のH.L.ハントを父とし、アーカンソー州エル・ドラドに生まれる。弟のウィリアム・ハーバート・ハント (William Herbert Hunt) とともに銀の世界市場の買い占めを図り、これに失敗して破産した事件で知られる。サラブレッド競走馬のブリーダーとしても著名。
テキサス州ダラスに在住した。2014年10月21日、88歳で死去。
アメリカン・フットボール・リーグとカンザスシティ・チーフスの創設者であるラマー・ハント (Lamar Hunt) は弟。

## 経歴
ハントは、のちにムアンマル・アル＝カッザーフィーによって国有化されたリビア油田の発見と開発に大きく関わった。
ハントは北アフリカの石油開発事業を行うタイタン・リソーセズ社（Titan Resources Corporation、本社：テキサス州ダラス）を所有していた とともに、ハント探鉱・採鉱社 (Hunt Exploration and Mining Company、略：HEMCO) の理事を務めた。
銀投機により破産してのち、非上場の同族企業ペトロ・ハントを経営し、ハント一族の本来の家業だった石油事業に携わっていた。石油ブームで晩年には億万長者に返り咲き、フォーブスの推計では、弟のウィリアム・ハーバート・ハントの資産価値は、2013年に30億ドルであった。

## 銀の木曜日
バンカーと弟のウィリアムは、石油事業で蓄えた一族の資金力を背景に、1970年代より商品先物取引市場で投機を行うようになった。70年代末にはシカゴ商品取引所で大豆の買い占めに乗り出し、資金力にまかせて価格を吊り上げ、作柄から大豆は過剰価格と判断して売り向かった新興穀物メジャーのクック・インダストリーズを倒産に追い込んでいる。
その後、ハント兄弟はオイルマネーがうなるアラブ勢を仲間に、銀先物の買い建てを大規模にやりだした。1979年には、世界の銀在庫をほぼ独占するほどのポジションを持っていた。兄弟は銀投機により1979年12月までの9か月間で推定20億から40億ドルの利益を得ており、推定銀保有量は1億オンス、90億ドル相当（当時のレートで約2兆円)であった。
ハント兄弟が銀の買い占めをはじめた1979年から、銀先物取引と現物の銀価格は、79年9月の1オンス11ドルから1980年1月の50ドルまで値上がりした。
シカゴ取引所は証拠金を引き上げるなどの対策を講じた。するとハント一族は、買いポジションを維持できなくなり、シルバーフィックスの示す銀価格は暴落に転じた。1980年3月27日の取引は「銀の木曜日」と呼ばれる史上最大の暴落を記録した。最終的に銀価格は数ヶ月で80%以上下落し、同年の9月には1オンス11ドル以下になった。
このシルバーショックは銀だけに終わらなかった。兄弟の債権者が驚き、担保にとっていた銀と株式を津波のように売り出した。ウォール街は当然パニックへ突き落とされた。先物取引にこれほど株式市場を左右されたことは、それまでになかった。このような事態を当時の市場規制は全然想定していなかったし、当局もこの時はろくに動けていなかった。売り逃げようとする投資家は、当時のアナログな決済方式にしびれを切らした。その怒りは国際金融をハイテク化する追風となった。
ハント兄弟は銀投機の損失と、関係して起こされた訴訟費用の調達に窮し、連邦倒産法第11章に基づく破産を申請した。兄弟は銀市場の独占を図り市場操作を企てたとして米国商品先物取引委員会から告訴され、1989年の和解において1000万ドルの罰金と、市場取引の禁止を命じられた。この罰金のほかに、アメリカ合衆国内国歳入庁に対し、同期間の未払い税金・罰金・利子として、数百万ドルの和解金の支払いがあった。

## 政治
保守的政治活動に非常に積極的であり、2011年現在、ジョン・バーチ・ソサエティの委員会 (National Council) 会員である。ハントは、ジョン・K・シングローブ少将、ジャーナリストのジョン・リース、ジョージア州選出の民主党下院議員ラリー・マクドナルドによって1979年に設立された保守派団体、ウェスタン・ゴールズ財団の主要スポンサーのひとりであった。ハントは1980年代半ば、のちにイラン・コントラ事件に深く関与することとなる保守派の資金調達団体「米国自由維持基金 (The National Endowment for the Preservation of Liberty)」 に対して総額約50万ドルを寄付した。ハントは過去に、テキサス州聖書協会の理事長を務め、また国際キャンパスクルセードフォークライスト (Campus Crusade for Christ International) の「ヒアズ・ライフ」運動 ("Here’s Life” campaign, 1976-1980) の委員長かつ主要な貢献者であった。また、1979年のキャンパスクルセードの映画『ジーザス (Jesus)』のために350万ドルの融資保証を提供した。

## 競馬
ハントは全米サラブレッド競馬協会から「伝説的オーナーブリーダー」の称号を与えられている。ハントは総じて158頭のステークスの勝ち馬を飼育し、25頭の優勝馬を飼育または所有した。
1955年に最初のサラブレッドを購入し、1970年代にはハントの飼育プログラムは世界最大規模となった。ハントは1976、1985、1987年のエクリプス賞最優秀生産者である。8000エーカー（32平方キロメートル）のブルーグラス牧場をケンタッキー州レキシントンに所有し、ヨーロッパと北アメリカでサラブレッド競馬に参加した。飼育しレースに出場させた馬の中には、ヴェイグリーノーブル、ダーリア、エンペリー、ユース、エクセラー、トリリヨン、グローリアスソング、ダハール、エストラペイドなどがいる。また、繁殖牝馬としてリファールの母グーフドも所有していた。
1973、1974年の最優秀イギリス平地馬主であり、1976年にはエプソムダービーで優勝した。
破産によってサラブレッド事業売却を余儀なくされ、世界的なサラブレッド競り市であるキーンランド・セールで1988年に行われた580頭の分散売却では4691万2000ドルを売上げ、当時の史上最高額となった。1999年、総額207万5000ドルで51頭の仔馬を購入し、ハントはふたたびサラブレッドオーナーとなった。当時ハントは「この年で飼育も牧場経営もするつもりはない。ただ楽しみたい、運がよければレースに勝ちたい、というだけ」と語っている。